# استپ جنگلی و درختزارهای کپه‌داغ
استپ جنگلی و درختزارهای کپه‌داغ (انگلیسی: Kopet Dag woodlands and forest steppe) یک بوم‌ناحیه (شناسه صندوق جهانی طبیعت: PA1008) در مرز جنوبی ترکمنستان و مرز شمال شرقی ایران است که با کوه‌های کپه‌داغ هم‌پوشانی دارد. این منطقه از تنوع زیستی بالایی برخوردار است، زیرا شامل محدوده کاملی از مناطق ارتفاعی (از تپه‌های کم ارتفاع نیمه‌بیابانی با ارتفاع ۳۰۰ متر (۹۸۰ فوت) تا ارتفاعات صخره‌ای به بلندی بیش از ۲۸۰۰ متر (۹۲۰۰ فوت)) است. تنوع زیستگاه‌های این بوم‌ناحیه شامل دامنه‌های جنگلی ارس، علفزارهای کوهستانی و توگای (بیشه‌های رودخانه‌ای) است.

## موقعیت و ویژگی‌ها
این بوم‌ناحیه از دامنه‌های غربی کپه‌داغ در حدود ۱۰۰ کیلومتری شرق دریای خزر آغاز شده و به طول ۶۵۰ کیلومتر از شمال غربی تا جنوب شرقی و مرز ترکمنستان و ایران که عمدتاً از خط‌الرأس مرکزی اصلی کوه‌های کپه‌داغ می‌گذرد، امتداد یافته و در مرز این کشورها با افغانستان پایان می‌یابد. عرض این بوم‌ناحیه تنها حدود ۱۰۰ کیلومتر است. بوم‌ناحیه نیمه‌بیابانی کپه‌داغ پیرامون یک‌سوم غربی و بیابان جنوبی آسیای مرکزی در بقیه بخش‌های این بوم‌ناحیه به سمت شمال قرار دارد. حوضه‌های بیابان مرکزی ایران نیز در جنوب استپ جنگلی و درختزارهای کپه‌داغ واقع شده‌است.

## اقلیم
اقلیم استپ جنگلی و درختزارهای کپه‌داغ در سامانه طبقه‌بندی اقلیمی کوپن از نوع بیابانی سرد (BWk) است. این اقلیم دارای شرایط گرم بیابانی در تابستان بوده، اما خنک تر از بیابان‌های گرم است. زمستان‌های این اقلیم سرد و خشک است و میانگین دمای حداقل یک ماه به کمتر از ۰ درجه سانتیگراد (۳۲ درجه فارنهایت) می‌رسد. میزان بارندگی سالانه معمولاً ۳۰۰ میلی‌متر است.

## گیاهان و جانوران
به دلیل احاطه‌شدن این منطقه از هر سو با مناطق بیابانی و نیمه بیابانی، گیاهان و جانوران آن نسبتاً ایزوله هستند و چندین گونه بوم‌زاد در آن وجود دارد. تا ۱۸ درصد از گیاهان گلدار این منطقه ممکن است بوم‌زاد باشند و یک منبع به ۳۳۲ گونه گیاهی بومی اشاره می‌کند. چشمه‌ها و نهرهای متعدد از علفزارهای سرسبز حمایت می‌کنند. یک نوع مشخص درختچه‌زار در این منطقه «شیبلیاک» است که افرای ترکمنی (Acer tucomanicum) را در خود جای داده‌است. افرای ترکمنی درختی کوتاه به ارتفاع ۲–۳ متر است که با شرایط خشک سازگار بوده و می‌تواند پس از آتش‌سوزی یا اختلال دوباره رشد کند. دیگر گیاهان خشکی‌پسند این بوم‌ناحیه شامل زالزالک (Crataegus) و سیاه‌تلو (Paliurus spina-christi) است.

## حفاظت
مناطق حفاظت‌شده مهم در این بوم‌ناحیه عبارتند از:
- پارک ملی تندوره، بخشی از دره‌های عمیق و دامنه‌های شیب‌دار درخت عرعر در مرکز کپه‌داغ ایران.
- منطقه حفاظت‌شده ارس سیستان، بهترین جنگل ارس در شرق ایران.
- ذخیره‌گاه طبیعی کپه‌داغ، شامل چهار منطقه حفاظت‌شده مجزا در کپه‌داغ مرکزی در سمت ترکمنستان.[۷]
- ذخیره‌گاه طبیعی سانت هاسارداغ، در حاشیه غربی کوه‌های کپه‌داغ.